# Бен Бот
Бернард Рудольф «Бен» Бот (нар. 21 листопада 1937, Батавія, Голландська Ост-Індія (нині Джакарта, Індонезія) — голландський дипломат, член партії Християнсько-демократичний заклик. Був міністром закордонних справ з 3 грудня 2003 року по 22 лютого 2007 року в часи прем'єрства Яна Петера Балкененде.

## Біографія

### Ранні роки
Його батько — Тео Бот — був міністром освіти, культури і науки. Бернард навчався на правничому факультеті в Лейденському університеті, де він отримав ступінь доктора філософії і магістра права, відвідував Гаазьку академію міжнародного права, та Гарвардську юридичну школу в Кембриджі.

## Політика
3 1963—2002 рр працював в Міністерстві закордонних справ. В період з 1976—1982 рр. знаходився на службі в Міністерстві закордонних справ Королівства Нідерландів в Гаазі, після чого був обраний заступником Постійного представника Нідерландів в Організації Північноатлантичного договору (НАТО) в Брюсселі.
У 1986—1989 рр. був послом Нідерландів в Туреччині. Бот був обраний генеральним секретарем Міністерства закордонних справ у Гаазі до 1992 року, поки не був призначеним Постійним представником Нідерландів в Європейському Союзі у Брюсселі.
Бот є членом партії Християнсько-демократичний заклик. На даний час, Бот контролює діяльність Президента Нідерландського інституту багатопартійної демократії та Голову Ради Директорів Клінгендельського інституту в Гаазі.
В 2007 році Бен Бот заявив про те, що Мусульмани відчувають нестачу «гену» толерантності. В інтерв'ю бразильської газети Correio Braziliense зазначено: «Ми завжди були та залишились толерантною країною. Вам доведеться звернути увагу на те, що 10 відсотків нашого населення походить з мусульманських країн. Вони продовжили діяти, для того, щоб стати громадянами Голландії, але їхні „гени“ відрізняються від наших. Вони не такі толерантні». Згодом Міністерство закордонних справ Нідерландів наголосило на тому, що Бота просто неправильно зрозуміли, зазначивши, що він послався на нетерпимість незначної меншості екстремістів в межах мусульманської громади в Нідерландах.
В грудні 2007 року Бот дав інтерв'ю щоденній нідерландській вечірній газеті «Хандесблад», де він підтвердив свою позицію: вторгнення до Іраку в 2003 році було помилкою, і що йому в 2005 році довелося пошкодувати про своє коментування після потужного тиску з боку прем'єр-міністра Яна Петера Балкененде. У відповідь Балкененде заявив: він попросить Бернарда Бота піти у відставку, якщо він не перегляне свою позицію.